# 波兰前东部领土

在1939年的苏德互不侵犯条约中，波兰前东部领土（灰色）被分给苏联。在德黑兰会议、雅尔塔会议和波茨坦会议中，西方盟国承认了这次吞并。1945年，德国奥德河-尼斯河线（粉紅色）以东的大部分地区（称为德国前东部领土或收复领土）被分给波兰，与波兰余下的地区构成了新成立的波兰人民共和国

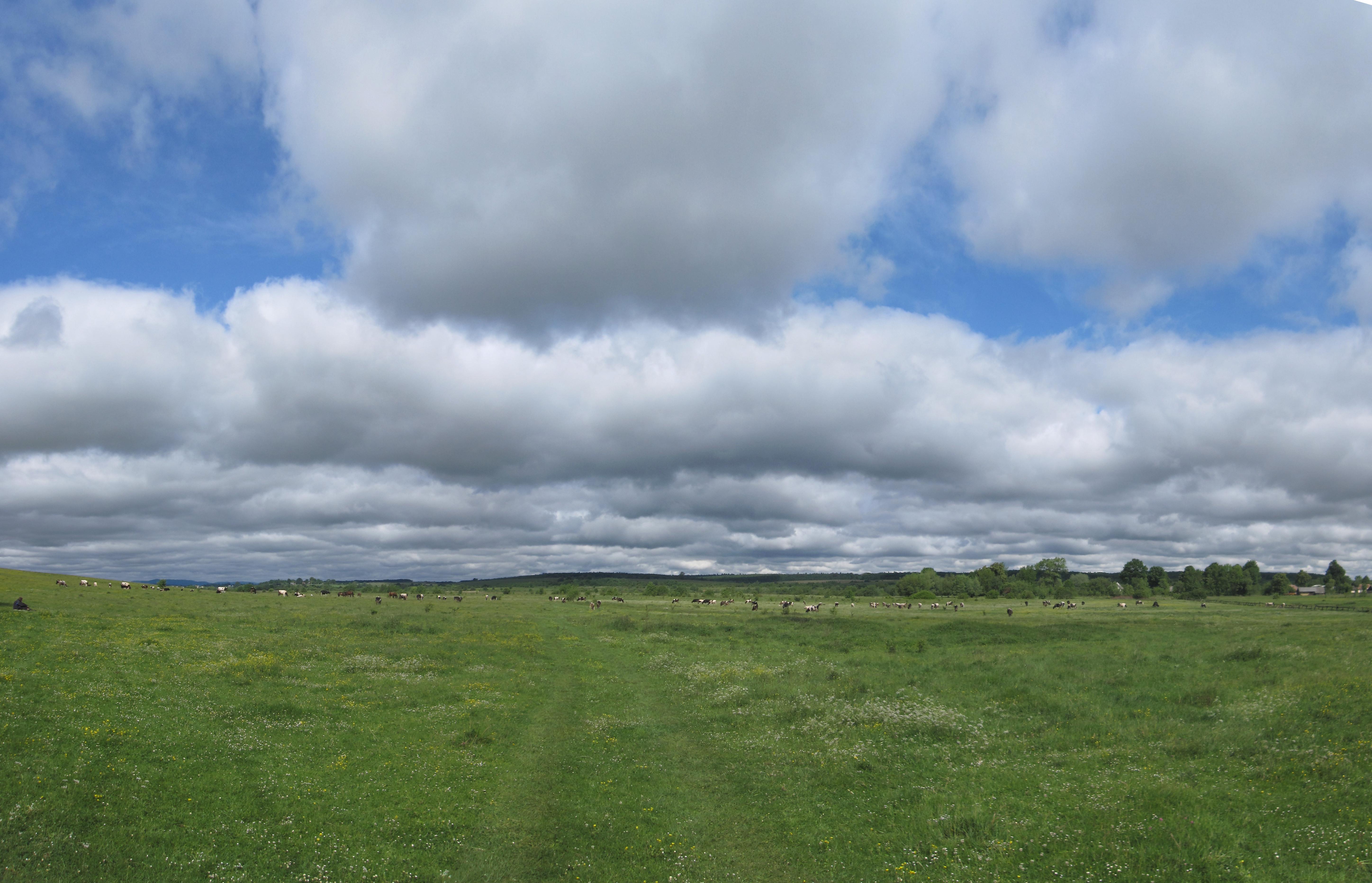
波兰前东部领土典型的景色，以低洼而绵延的小山和草地著称（拍摄于西乌克兰德羅霍貝奇區的塞萊齊）

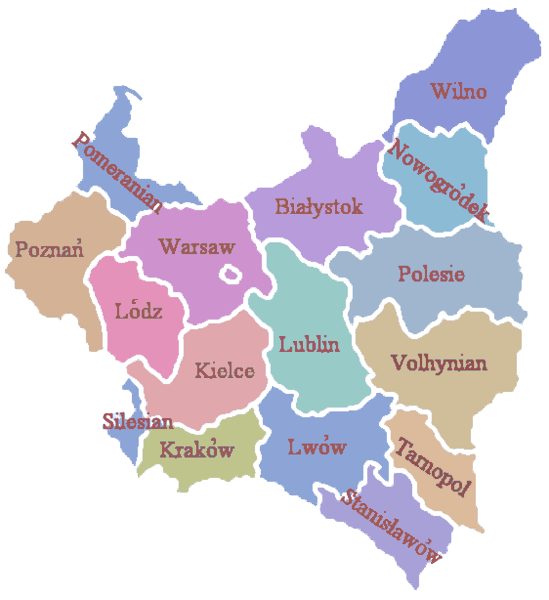
1922年至1939年的波兰省份图。可以将東部省份大体看做波兰前东部领土

波兰前东部领土（波蘭語：Kresy Wschodnie，本意为「東部边界地區」，即「边界地區」）是指兩次世界大戰期間（1918-1939 年）期間波蘭第二共和國的東部領土。該地幾乎佔二戰前波蘭領土的一半，該地當時主要是農業區，亦是民族多元的地區。波蘭語複數詞 Kresy 對應於俄語 okrainy (окраины)，意思是“邊境地區”。現時該地分屬乌克兰、白俄罗斯和立陶宛。

## 词源及定義
波蘭語單詞 kresy（“邊界地區”）是單詞 kres 的複數形式，意思是“邊緣”。根據 Zbigniew Gołąb 的說法，它是“中世紀從德語單詞 Kreis 借來的”，在中世紀意味著 Kreislinie、Umkreis、Landeskreis（“邊界線、劃定或外接領土”）。塞繆爾·林德（Samuel Linde）在他的波蘭語詞典中給出了該術語的不同詞源。根據他的說法，Kresy意味著波蘭和克里米亞汗國之間、位於第聶伯河下游地區的邊界線。Kresy 一詞首次出現在文岑蒂·波尔（Wincenty Pol）的詩歌“Mohort”（1854 年）和《我们的土地之歌》“Pieśń o ziemi naszej”的文學作品中。波爾聲稱 Kresy 是德涅斯特河和第聶伯河之間的分界線，毗鄰韃靼居住地的邊境。巧合的是，從宏觀地區來看，該詞與猶太人在俄羅斯帝國的定居點（柵欄區，前東部領土大部分地區均屬此區）有關，pale 的概念是一個古老的英語術語，源自拉丁語 palus（在波蘭語中作為 pal 存在，也表示木樁），在這種情況下擴展為表示該區域被柵欄或邊界包圍。
20 世紀初，該詞的含義擴大到包括波蘭立陶宛聯邦前東部省份、位於利沃夫-維爾諾線以東的土地。在波蘭第二共和國，Kresy等同於寇松線以東、歷史上波蘭人曾定居的土地。目前，該術語適用於波蘭第二共和國所有不再位於現代波蘭邊界內的東部土地，以及更東部、於 1772 年（第一次瓜分波蘭）之前曾成為波蘭立陶宛聯邦一部分的土地。

## 歷史
在歷史上，該地於17世紀時位於波蘭立陶宛聯邦中、東部。在18世紀普魯士、奧地利帝國（當時為哈布斯堡帝國時期）和俄羅斯帝國瓜分波蘭後，它大半部分被納入俄羅斯帝國，南部（主要為東加利西亞一帶）則歸奧地利帝國。俄屬部分主要位於柵欄區的北部地區。柵欄區是凱瑟琳大帝於第二次瓜分波蘭後所設立，旨在限制猶太人在俄羅斯帝國的同質東正教核心地區定居（例如莫斯科和聖彼得堡），因此大多數猶太人只能於柵欄區內居住。柵欄區一直持續到 1917 年俄羅斯帝國滅亡為止。重新併入波蘭後，當地人口已經由各種宗教和少數民族組成，在不少區域其他民族的總數更超過了波蘭人的數量，例如猶太人和沃里尼亞地區的烏克蘭人。
一戰結束後，德意志帝國、奧匈帝國和俄羅斯帝國滅亡，波蘭得以重新獨立。最高戰爭議會（協約國的中央指揮組織）根據波蘭語人口比例，於1919年12月8日建議以寇松线（因英国外交大臣寇松曾向蘇聯提出該線而得名）作為波蘇邊界，並曾於波蘇戰爭期間多次向波蘇雙方提出以該線為停戰線，但雙方均未有理會。雙方軍隊都曾在該戰爭中越过该线。
波蘭第二共和國於波烏戰爭、波蘭－立陶宛戰爭和波蘇戰爭均獲勝後，當地於 1921 年在里加和約後正式歸屬波蘭。和約中訂立的波蘇邊界平均位於寇松线以东約250公里。在行政上，前東部領土由利沃夫、新格魯代克、波萊謝、史坦尼斯拉維夫、塔爾諾波爾、維爾諾、沃倫和比亞韋斯托克省東部地區組成。
在苏德互不侵犯条约簽訂後，納粹德國、斯洛伐克與蘇聯軍隊於1939年9月入侵波蘭（波蘭戰役），苏联占领了这些领土，并将其并入乌克兰、白俄罗斯和立陶宛这三个苏维埃加盟共和国中。随后西方盟国在德黑兰会议、雅尔塔会议和波茨坦会议中承认苏联拥有这些领土，並以修訂後的寇松線作為新的波蘇邊界。苏联解体后，分到波兰原领土的三个国家获得独立，并依然保留这些土地。
今天，前東部領土分屬烏克蘭西部、白俄羅斯西部和立陶宛東南部，利沃夫、維爾紐斯和格羅德諾等主要城市已不在波蘭境內。

### 波兰立陶宛联邦（1569 - 1795）

1750年時的波兰立陶宛联邦宗教分佈圖，可見聯邦東部人口主要信奉東儀天主教（橙色區域）、西部則主要信奉羅馬天主教（淡黃色區域）

在1569年卢布林联合后，波兰立陶宛联邦成立，當時聯邦東南部的邊界位於烏克蘭原野。當時波兰立陶宛联邦東部人员稀少，且大都讲羅塞尼亞語、為東儀天主教徒。到 15 世紀後期，波蘭語已經在立陶宛和羅斯的精英階層中迅速普及，但農民仍主要講羅塞尼亞語。16至18世纪，波兰立陶宛联邦的东南部边界是在那时基辅省的第聂伯河下游上。

#### 被普魯士、奥地利和俄罗斯瓜分

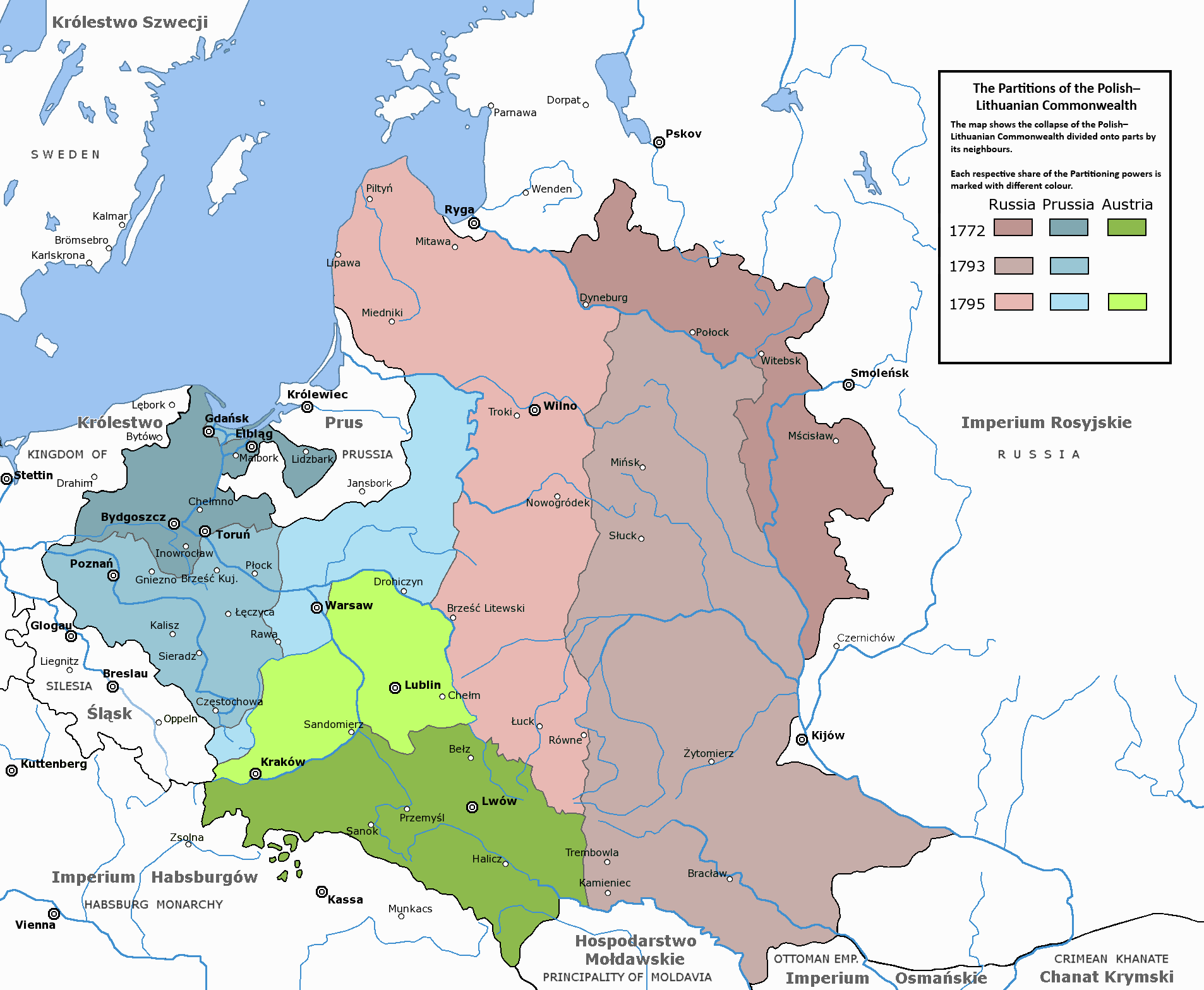
1772、1793及1795年波蘭立陶宛聯邦被三次瓜分示意圖，其中東部地區大部分被俄羅斯帝國吞併（紅色區域）

1772年，普奥俄三国首次瓜分波蘭立陶宛联邦。俄罗斯帝国吞并了因弗兰提省、波羅茲克省北部、馬斯梯斯勞省和明斯克省南部（大约9.2万平方千米，130万人），奥地利帝国吞并了整个加利西亚地区、扎莫希奇附近的部分地区和小波兰北部（大约8.3万平方千米，265万人）。1793年第二次瓜分中，俄罗斯占领了德鲁亚-平斯科-兹布鲁奇线以东的白俄罗斯及乌克兰地区，具体包括基輔省、布拉茨瓦夫省、波多爾省部分地区、沃爾希連省东部、布雷斯特-里托夫斯科省、明斯克省和維爾紐斯省部分地区（大约25万平方千米）。第三次瓜分发生在1795年，立陶宛、白俄罗斯和乌克兰地区一直到布格河和內米里夫-格罗德诺线以东的地区（大约12万千米）皆落入俄国手中。

### 受外國統治（1795 - 1918）
历史上位於前波蘭立陶宛聯邦东部的俄羅斯波蘭領地充斥着波兰人发动的起义（十一月起义、一月起义）、对波兰人的迫害、强迫搬迁、流放和除籍。相比之下，位於前聯邦南部的奧屬波蘭（包括利沃夫及史坦尼斯拉維夫等城市）由於較為窮困，所受到的政治迫害較少。前波兰的东部边疆属于欧洲最后废除农奴制的地区：1848年被奥地利瓜分的地区废除农奴制，1861年俄罗斯波兰领地也废除了这一制度。

基辅省省徽
切尔尼戈夫省省徽
布拉茨瓦夫省省徽
沃利尼亚省省徽
鲁塞尼亚省省徽
波多尔省省徽

### 俄屬時期：柵欄區的成立及經濟衰退
從俄羅斯的角度來看，柵欄區包括白俄羅斯、立陶宛和摩爾多瓦的全部地區、現今烏克蘭的大部分地區、拉脫維亞東部的部分地區、波蘭東部和俄羅斯西部的部分地區。它從東部分界線延伸到俄羅斯與普魯士王國（後來的德意志帝國）和奧匈帝國的邊界。它還佔歐洲俄羅斯領土的 20% 左右，在很大程度上對應於前波蘭立陶宛聯邦東部、哥薩克酋長國和奧斯曼帝國（與克里米亞汗國）的歷史土地。
1654年至1815年間，俄羅斯帝國通過一系列軍事征服和外交策略獲得了柵欄區內的領土，該地區擁有大量猶太人和天主教徒。雖然創建柵欄區法令的宗教因素很明確：皈依作為國教的俄羅斯東正教，將個人從束縛中解放出來；但歷史學家認為，其創立和維護的動機主要是經濟和民族主義性質的。
在1863 - 1864年波蘭故土發生一月起義和廢除農奴制之後，原波蘭地主和貴族被摧毀，俄羅斯帝國放棄了前波蘭立陶宛聯邦的東部領土，使當地成為一個廣闊、落後的農村地帶。鄉村莊園的破壞停止了其大規模、依賴於農業、林業、釀造業和小型工業的經濟活動。矛盾的是，當地南部（今西烏克蘭一帶）以其肥沃的土壤而聞名，被稱為“歐洲的糧倉”。到 19 世紀末，衰退如此嚴重，以至於貿易和食品供應出現問題，隨著猶太人社區開始向西遷往歐洲和美國，城鎮和村莊開始大規模移民。一戰後波蘭第二共和國時期，由於在俄羅斯帝國沒有實施義務教育，前屬俄羅斯的東部省份因擁有全國最低的識字率而處於額外的不利地位。這些地區遭受了數十年忽視，並需要面對投資不足的遺留問題，因此經濟發展程度普遍低於兩次世界大戰之間的波蘭西部地區。

### 戰間期（1919 - 39）
1918至1921年對當地来说是战乱频发的时候，这时也是波兰重新独立，形成新边界的时候。那时，波兰与乌克兰、立陶宛和苏联各打一仗。结果，波兰全面獲勝，並收復了寇松线以东，先前被俄罗斯吞併的领土，以及被奧地利帝國吞併的東加利西亞。这片领土随后形成了波兰第二共和国的东部省份，包括利沃夫省东部、新格鲁代克省、波莱谢省、史坦尼斯拉维夫省、塔尔诺波尔省、维尔諾省和比亚韦斯托克省东部。波蘭政府在這些領土上採取了積極的重新波蘭化政策，導致政府與當地東南部的烏克蘭民族主義者發生頻繁衝突，如1930年9月至11月波蘭警察和軍隊針對烏克蘭人所作出的拘捕、摧毀財物及食物的行動。
戰間期時，亦有大批波蘭人於波蘇邊界以東，即蘇聯居住，如明斯克一帶、日托米爾及別爾季切夫。在1920年代晚期到1930年代早期，蘇聯曾於白俄羅斯及烏克蘭建立兩個波蘭人自治區，但內務人民委員部於1937-38年執行「波蘭人行動」，對當地波蘭人進行種族清洗後，大部分居住於當地的波蘭人均被殺害，剩餘的人則被強制遷移到哈薩克。

#### 波蘭第二共和國东部领土的人口
戰間期時，波蘭第二共和國东部领土为多民族地区，主要包括波兰人、乌克兰人和白俄罗斯人。根据波兰的研究，波兰人是该地区的最大民族，在人口统计学上也是该地区城市里最大民族。该地区其他少数民族包括立陶宛人（集中在北部）、犹太人（分散在當地的市镇中）、德國人及捷克人（主要在沃利尼亚及東加利西亞）、亞美尼亞人、匈牙利人（主要在利沃夫）、俄罗斯人和韃靼人。

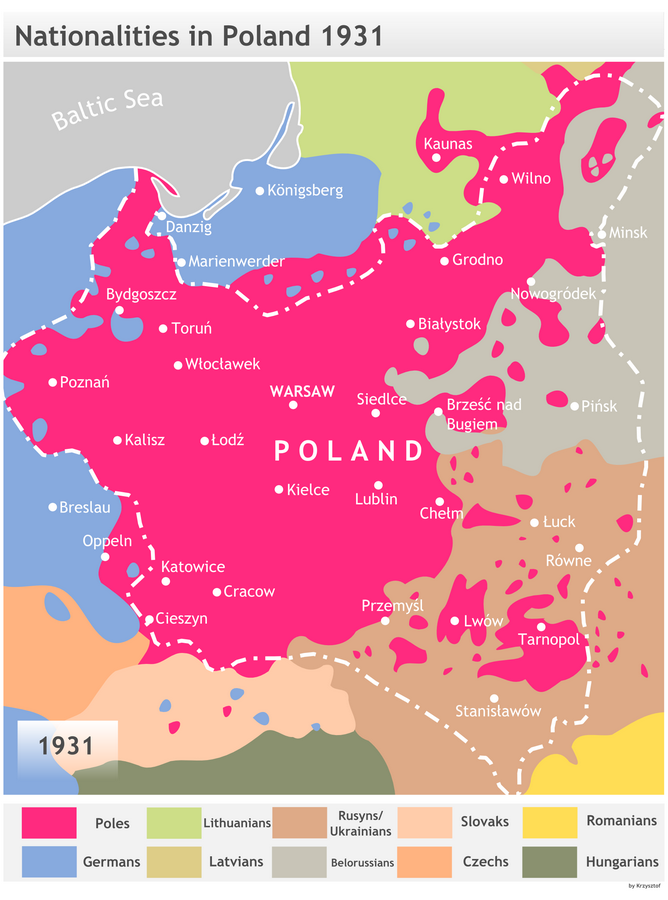
1931年左右波兰的各地区的主导民族（根据波兰历史学家亨利克·杰灵斯基的《1914年至1939年波兰历史》（"Historia Polski 1914–1939"）

1931年人口普查中波兰第二共和國東部各省居民的母语调查：
- 利沃夫省；58%波兰语、34%乌克兰语、8%意第绪语
- 新格鲁代克省；53%波兰语、39%白俄罗斯语、7%意第绪语、1%俄语
- 波莱谢省；63%“其他语言”或當地方言、14%波兰语、10%意第绪语、6%白俄罗斯语、5%乌克兰语
- 史坦尼斯拉维夫省；69%乌克兰语、23%波兰语、7%意第绪语、1%德语
- 塔尔诺波尔省；49%波兰语、46%乌克兰语、5%意第绪语
- 维尔诺省；60%波兰语、23%白俄罗斯语、8%意第绪语、3%俄语、8%其他语言（包括立陶宛语）
- 沃伦省；68%乌克兰语、17%波兰语、10%意第绪语、2%德语、1%俄语、2%其他语言
- 比亚韦斯托克省；67%波兰语、16%白俄罗斯语、12%意第绪语、3%俄语、2%其他语言[21]

| 市鎮           | 人口    | 波蘭語          | 意第緒語及希伯來語 | 德語         | 烏克蘭語       | 白俄羅斯語   | 俄語          | 立陶宛語     | 其他語言       | 今屬國家: |
| -------------- | ------- | --------------- | ------------------ | ------------ | -------------- | ------------ | ------------- | ------------ | -------------- | --------- |
| 利沃夫         | 312,231 | 63.5% (198,212) | 24.1% (75,316)     | 0.8% (2,448) | 11.3% (35,137) | 0% (24)      | 0.1% (462)    | 0% (6)       | 0.2% (626)     | 乌克兰    |
| 維爾紐斯       | 195,071 | 65.9% (128,628) | 28% (54,596)       | 0.3% (561)   | 0.1% (213)     | 0.9% (1,737) | 3.8% (7,372)  | 0.8% (1,579) | 0.2% (385)     | 立陶宛    |
| 史坦尼斯拉維夫 | 59,960  | 43.7% (26,187)  | 38.3% (22,944)     | 2.2% (1,332) | 15.6% (9,357)  | 0% (3)       | 0.1% (50)     | 0% (1)       | 0.1% (86)      | 乌克兰    |
| 格羅德諾       | 49,669  | 47.2% (23,458)  | 42.1% (20,931)     | 0.2% (99)    | 0.2% (83)      | 2.5% (1,261) | 7.5% (3,730)  | 0% (22)      | 0.2% (85)      | 白俄羅斯  |
| 布列斯特       | 48,385  | 42.6% (20,595)  | 44.1% (21,315)     | 0% (24)      | 0.8% (393)     | 7.1% (3,434) | 5.3% (2,575)  | 0% (1)       | 0.1% (48)      | 白俄羅斯  |
| 陶格夫匹爾斯   | 43,226  | 20.8% (9,007)   | 26.9% (11,636)     | -            | -              | 2.3% (1,006) | 19.5% (8,425) | -            | 30.4% (13,152) | 拉脫維亞  |
| 鮑里斯拉夫     | 41,496  | 55.3% (22,967)  | 25.4% (10,538)     | 0.5% (209)   | 18.5% (7,686)  | 0% (4)       | 0.1% (37)     | 0% (2)       | 0.1% (53)      | 乌克兰    |
| 羅夫諾         | 40,612  | 27.5% (11,173)  | 55.5% (22,557)     | 0.8% (327)   | 7.9% (3,194)   | 0.1% (58)    | 6.9% (2,792)  | 0% (4)       | 1.2% (507)     | 乌克兰    |
| 捷爾諾波爾     | 35,644  | 77.7% (27,712)  | 14% (5,002)        | 0% (14)      | 8.1% (2,896)   | 0% (2)       | 0% (6)        | 0% (0)       | 0% (12)        | 乌克兰    |
| 盧茨克         | 35,554  | 31.9% (11,326)  | 48.6% (17,267)     | 2.3% (813)   | 9.3% (3,305)   | 0.1% (36)    | 6.4% (2,284)  | 0% (1)       | 1.5% (522)     | 乌克兰    |
| 科洛梅亞       | 33,788  | 65% (21,969)    | 20.1% (6,798)      | 3.6% (1,220) | 11.1% (3,742)  | 0% (0)       | 0% (6)        | 0% (2)       | 0.2% (51)      | 乌克兰    |
| 德羅霍比奇     | 32,261  | 58.4% (18,840)  | 24.8% (7,987)      | 0.4% (120)   | 16.3% (5,243)  | 0% (13)      | 0.1% (21)     | 0% (0)       | 0.1% (37)      | 乌克兰    |
| 平斯克         | 31,912  | 23% (7,346)     | 63.2% (20,181)     | 0.1% (45)    | 0.3% (82)      | 4.3% (1,373) | 9% (2,866)    | 0% (2)       | 0.1% (17)      | 白俄羅斯  |

除了陶格夫匹尔斯（位於拉脫維亞）外，其他市鎮在戰間期時均位於波蘭第二共和國境內。

### 第二次世界大戰：被蘇聯及德國占領（1939 - 44）
纳粹德国和苏联在1939年8月23日于莫斯科签署互不侵犯条约，这份条约有一则秘密的条款，就是确定以寇松线瓜分波蘭，使該線成为德国和苏联的分界线。德國於9月1日入侵波蘭，波蘭戰役展開，第二次世界大戰爆發。苏联在9月17日入侵波兰東部，由於波兰军队和政府对苏联的进攻并无准备，蘇軍很快就到了商定的西部边界。9月22日，德苏軍隊在布列斯特-立托夫斯克（现布列斯特）举行联合胜利阅兵式，以庆祝他们的成功。自此波兰东部领土被苏联吞并。
蘇聯吞併的波蘭領土被瓜分至白俄羅斯、烏克蘭和立陶宛蘇維埃社會主義共和國（1940年蘇聯吞併波羅的海三國後）中，並施行「俄羅斯化」政策，將大量波蘭知識份子、軍官、地主等社會精英予以屠殺（最為著名者即是「卡廷森林屠殺案」），並把大量平民送至古拉格勞改營。根據「波蘭国家记忆研究院」的資料，在1939年至1941年蘇聯佔領期間共有15萬名波蘭人死亡、100萬到32萬人遭到驅逐。不少波兰人亦被流放到苏联的西伯利亚和哈萨克斯坦。
在1941年6月22日展開的巴巴羅薩行動，納粹德国入侵苏联，納粹中央集團軍在第一周内就向东推进了大约一千多公里，俘虏了苏联的部分军队。这新被占领的土地的部分被纳入大德意志帝國，剩余的则交给了帝国委员部。此時波蘭流亡政府和蘇聯均有與波兰东部领土的地下反抗組織或部隊聯繫，並協調其行動。

#### 蘇聯地下部隊
據蘇聯估計，1941年8月大約有231個分遣隊在白俄羅斯行動。到1941年底，組建並部署到白俄羅斯的部隊總數為437人，包括7,200多名人員。然而，隨著德蘇前線離白俄越來越遠，以及資源耗盡，游擊隊的情況不斷惡化，德蘇前線以外的地方直到1942年3月才得到蘇聯的大規模支持。一個特別的困難是缺乏無線電通信，這直到1942年4月才得到解決。游擊隊也缺乏當地人的支持。幾個月來，白俄羅斯的游擊隊幾乎任其自生自滅；尤其困難的是1941-42年的冬天，彈藥、藥品和物資嚴重短缺。游擊隊員的行動通常不協調。
1943年1月，总数56,000人的白俄罗斯苏维埃部队中，有11,000人活动在西白俄罗斯。每一万名当地人口中西白俄罗斯的苏维埃部队员数量比东白俄罗斯少3.5人（相比西白俄羅斯，由於蘇聯於1941年時能較有效地撤出東白俄罗斯的人口，因此實则為少5—6人）。西白俄羅斯的小農民當時向蘇聯的游擊隊表示了「令人驚訝」的同情。
别尔斯基游击队的行动目标是纳粹党和他们的同盟者，譬如白俄罗斯志愿警察、还有那些背叛或杀死犹太人的当地居民。他们也实施破坏行动。纳粹政权悬赏10万帝国马克逮捕图维亚·别尔斯基，并在1943年多次发动肃清该地区游击队的行动。部分游击队组织伤亡较大，旦别尔斯基游击队安全逃至森林中更为偏远的地方，并继续保护他们手中的非战斗人员。
伊扎克·鲁德尼茨基在1942年至1944年间活跃于維爾紐斯隔都的地下活动中。1943年2月，他加入了白俄罗斯蘇聯游击队马尔科夫旅的维尔纽斯营，这个营当时大多数人都不是犹太人，鲁德尼茨基在这个营因反猶太主義而遭受歧視。除了在1943年4月一次深入维尔纽斯犹太人区的突袭中与地下运动领导人阿巴·科夫纳会面外，在战事结束前，他都与他的游击队员留在納拉奇湖畔的森林附近，向德军和其同盟者進行伏擊。

#### 波蘭地下反抗軍
強而有力的證據表明，1941-42 年間，蘇聯中央當局故意避免在白俄羅斯西部大量集結游擊隊，並允許波蘭地下軍事結構在這些土地上發展，以加強莫斯科與波蘭流亡政府（由瓦迪斯瓦夫·西科尔斯基领导）。1943年，德軍揭發苏联於卡廷森林大量屠殺波蘭人後，波兰流亡政府隨即於同年4月與苏联断交，形势急遽变化。從那时起，苏联視波兰家鄉军為敌对势力。

##### 精锐士官军
1943年5月末，反納粹地下軍隊精锐士官军（Uderzeniowe Bataliony Kadrowe，後於同年加入波蘭家鄉軍）在家鄉军总部的许可下，将兵力（200人）集中在维什科夫附近。德国人随后发现了它，并包围了波兰人。随后双方爆发小规模战斗，其中波方4人战死，8人被俘。德方估计有15人战死，22人被俘。其他没有被抓住的人兵分两路，向北方的比亚韦斯托克专区前进。1943年6月11日，斯坦尼斯瓦夫·皮耶丘尔（Stanislaw Pieciul，“拉德茨基”）少校领导下的精锐士官军中的第4营在帕夫雷村（位於別爾斯克縣）附近与德军交火。25名波军士兵和40名德军士兵战死。1943年7月，活跃于比亚韦斯托克专区的精锐士官军成员组成5个营。总之，在一系列与德军展开的小规模战斗（包括1943年波兰地下军队突袭东普鲁士行动）中，200名士兵有138名阵亡。如此重大的伤亡比例遭到了家鄉军总部的批评，他们称精锐士官军不顾年轻波军士兵的死活。1943年8月17日，波兰家鄉军总司令塔德乌什·布尔-科莫罗夫斯基（Tadeusz Bór-Komorowski）下令，精锐士官军并入家鄉军。不久，精锐士官军所有营都被編入家鄉軍新格鲁代克軍區，成為家鄉軍第77步兵团，由博莱斯瓦夫·皮亚塞茨基指挥。1944年2月，该軍團拥有大约700名士兵（部分资料称该营人数大约500人）。

##### 波兰家鄉军的抵抗
波兰家鄉军维尔纽斯第5旅由齐格蒙特·申杰拉日（Zygmunt Szendzielarz，化名「乌帕什科」Łupaszka）指挥，在南维尔诺省与德军和党卫军交战，但屡次遭到苏联红军空降在當地的苏联游击队的袭击。1944年4月，齐格蒙特遭到立陶宛警方逮捕，并被交到盖世太保手中。齐格蒙特在4月末被釋放。在反击行动中，齐格蒙特的旅俘虏了几十名德军军官，并寄了几封恐吓信给盖世太保，但到现在仍不知道这些行为是否或如何使得盖世太保释放齐格蒙特。
1944年6月12日，波兰家鄉军总司令塔德乌什·布尔-科莫罗夫斯基将军发出命令，要求准备将维尔纽斯从德国人手中解放的计划。家鄉军维尔纽斯区和新格鲁德克区计划在维尔纽斯落入苏联手中前，控制这座城市。家鄉军维尔纽斯区總指挥官，“战狼”亚历山大·克日扎诺夫斯基（Aleksander Krzyżanowski）决定重组波兰东北部的所有游击队组织，为进攻维尔纽斯城做准备。维尔纽斯第5旅两个分别由“马克思”和“拉科齐”指挥的班在杜宾吉艾（Dubingiai）曾与立陶宛安全警察（一支與納粹德國安全警察合作的當地警隊）交战。家鄉军嘗試於蘇軍來臨前先從德軍取下维尔纽斯的行動被稱為黎明門行动（Operation Ostra Brama，為更廣泛的風暴行動的一部分），其开始日期被定在1944年7月7日。大约12,500名家鄉军士兵袭击德军卫兵，试图攻下市中心大部分地区。
在维尔纽斯东郊，家鄉军与苏联白俄罗斯第3方面军巡逻团合作。
在黎明門行动中，第5旅与白俄罗斯第3方面军先头部队合作，在维尔纽斯郊外的兹维日涅茨（Žvėrynas）与德军交战。但是，齐格蒙特因为害怕被内务人民委员会逮捕并立即枪决，决定不服从上级命令，将第5旅部队撤至波兰中部。維爾紐斯郊外街头上激烈的战斗直到7月14日才停下来。黎明門行动後，維爾紐斯被波兰及蘇聯士兵解放，但红军在7月15日入城後，内务人民委员会就开始拘捕波兰指挥官和波军士兵，其大部分士兵被送往苏联古拉格或其他拘留点。亚历山大因此無法如願将所有的游击队组织并入重建的波兰第19步兵师。
齐格蒙特未因擅离职守送往军事法庭审判的原因并未确定。这很有可能是亚历山大考慮到齐格蒙特与苏联游击队作戰已經很久、為免惹怒红军而将齐格蒙特及其军队移出战场。
同年8月，亚历山大下令所有6个旅处在他的指挥下，以進行风暴行动——针对驻扎在波兰的德军的全国性起义计划。家鄉軍第77步兵团亦有参与该行动，並於利达和维尔纽斯（黎明門行動）与德军交战，在这些战斗中该軍團伤亡很大。
第5旅在同年10月进入波德拉谢和比亚韦斯托克地区后，於比亚韦斯托克家鄉军区需與仍在撤退的德军战斗。該區被苏联占领后，齐格蒙特的部队留在森林中，齐格蒙特决定等待俄波会谈（由波兰流亡政府举办）的结果。与此同时，部队得到整编，拿到了足够的装备将600人完全用机枪和自动手枪武装起来。在英美政府撕毁与波兰签署的协议，承认蘇联控制的波兰民族解放委员会为波兰临时政府后，齐格蒙特加入反共的自由和独立组织，並重新开始战斗，以反抗共產政府。但是，在比亞沃維耶扎原始森林成功发动几次针对内务人民委员会军队的行动后，可以很明显地看出，这些行动将会让他的部队被彻底消灭。此後齐格蒙特及其軍隊一大部分向西遷移至格但斯克。

### 恢復蘇聯統治
1944年1月，苏军重新奪回明斯克，反攻德軍並攻至过去的波苏边界（1939年9月17日前的边界），到6月末，他们完全重新占领了所有波兰前东部领土。
在1943年德黑兰会议中，斯大林要求以寇松線作為波苏之间的新边界，这实际上无视波兰流亡政府的反对，並承认了苏联在1939年入侵波兰时吞并的领土的大部分归其所有。該要求雖然獲英、美、蘇三方同意，但於1945年的波茨坦会议才正式確立該線為波蘇邊界。
波茨坦会议中，三方承认民族團結臨時政府（“卢布林波兰人”）為波蘭的合法政府，並不再承認當時仍在倫敦的波蘭流亡政府，暗示承认将波兰劃入蘇聯的勢力範圍，並將波蘭人撤出前东部领土，但是波兰西部边界的争议尚无结论。同盟国决定将德国位于奥德河-尼斯河线以东的领土（不包括前东普鲁士的北部，那里成为了俄罗斯的加里宁格勒州）撥歸波兰。直到现在，领土边界最终在和约中公开。

## 二战后發展
二战后，波兰前东部领土被并入苏联的乌克兰、白俄罗斯和立陶宛这三个苏维埃社会主义共和国中。苏联庆祝吞并了这些领土，並称1939年对波兰的进攻是「对西乌克兰和西白俄罗斯的解放」。现在独立的白俄罗斯亦曾將當年蘇聯吞併波兰前东部领土誉为是“白俄罗斯的统一”。
蘇聯命令波兰前东部领土的大多數波蘭人居民向西遷移到德國的前東部省份（那些省份的德國人口亦已全數西移至德國，並因為該地於中世紀時的人口曾經主要是波蘭人而被稱為波蘭的「收復領土」）。來自前东部领土南部（現西烏克蘭）的波蘭人主要被迫遷往西里西亞定居，而來自北部（白俄羅斯和立陶宛）的波蘭人則遷移到波美拉尼亞和馬祖里亞。利沃夫的波蘭人居民則分別遷至弗羅茨瓦夫、格利維采和比托姆定居。這些城市並沒有在戰爭中被摧毀。
通常，整個村莊和城鎮都的人會通過單次的鐵路運輸被驅逐到收復領土上的新定居點。例如，霍伊努夫附近的比亞瓦村仍分為兩部分：下比亞瓦和上比亞瓦。 下烏斯奇基附近、別什恰迪縣的波拉納村居民定居在下比亞瓦（下烏斯奇基地區在1951年之前屬於蘇聯：參見1951年蘇聯－波蘭領土交換），而布恰奇附近的 Pyszkowce 村的居民搬到了上比亞瓦。每年9月，比亞瓦 (Biała) 都會舉辦名為 Kresowiana 的年度節日。在什切青和波蘭屬西波美拉尼亞，在二戰後不久，該兩地三分之一的波蘭定居者要麼來自波蘭前東部領土，要麼就是曾被蘇聯強迫流放至西伯利亞和哈薩克。1948年，出生在波蘭前東部領土的人佔奧波萊人口的47.5%、巴博魯夫人口的44.7%、沃烏琴的47.5%、格武布奇采的42.1%、勒溫布熱斯基（Lewin Brzeski）的40.1%和布熱格的32.6%。 2011年，祖先來自波蘭前東部領土的人佔奧波萊省人口的25%。1945 年底和 1946 年初，來自捷爾諾波爾地區的人們定居在 Jasień 鎮，而來自博爾曉夫的波蘭人則搬到了奇欽斯科-茲德魯伊和霍伊納。弗斯霍瓦及其縣的情況完全不同。 1945 年至 1948 年間，有 8,000 多人搬到了那裡。他們來自前東部領土的不同地區——奧什米亞內、斯坦尼斯瓦夫、羅夫諾、利沃夫、布羅德、佳特洛沃區和捷尔诺波尔。
總而言之，在 1944 年至 1946 年間，超過 100 萬來自前東部領土的波蘭人被轉移到收復領土，其中 150,000 人來自維爾諾一帶，226,300 人來自波利西亞，133,900 人來自沃里尼亞，5,000 人來自北布科維納，618,200 人來自東加利西亞。所謂的第一次波蘭人遷移（1944-1946 年）以混亂、無組織的方式進行。人們不得不花數週甚至數月的時間在火車站等待遣返列車。在那段時間裡，他們的財物經常被當地人、蘇聯士兵或蘇聯鐵路工人搶劫。由於缺乏火車車廂，立陶宛曾推出“一個行李箱政策”，意味著波蘭人不得不留下大部分所有的財物。他們乘坐貨運列車或敞車旅行，旅程漫長而危險（因為沒有軍隊或警察的保護）。在 1955 至 1959 年期間，發生了第二次大規模遣送波蘭人。結果，在 1945 年至 1960 年間，超過 200 萬波蘭人離開了前東部領土。 1960 年後，大約還有 1-2 百萬人留在當地（特別是在立陶宛蘇維埃社會主義共和國和白俄羅斯蘇維埃社會主義共和國境內）。即使在今天，波蘭人仍是格羅德諾和維爾紐斯地區許多地區的主要居民。
戰後不久，將前東部領土割讓給蘇聯的波蘭共產黨人普遍被視為叛徒，波蘭工人黨第一書記瓦迪斯瓦夫·哥穆爾卡對此深有體會。被逼遷移的波蘭人在彼此交談時的論調是西方盟國會於第三次世界大戰擊敗蘇聯，屆時從東方移居到收復領土的人們將可返回利沃夫和其他東部地區，並讓德國人返回西里西亞。二戰後時期的格言之一是：「只要一枚原子彈，我們就會再次回到利沃夫。第二顆原子彈只要小而強大，我們就會再次回到維爾諾。」 
遷移後，前德國地區的波蘭定居者對他們在那裡的未來感到不安。不安之感直到 1970 年代才逐漸消散（參見華沙之跪）。定居者在下西里西亞沒有賓至如歸的感覺，因此，他們並不關心德國人遺棄的機械、居所和農場。 在 1945 年，下西里西亞的 Lubomierz 鎮狀況良好，沒有被二戰戰火摧殘。但在接下來的幾年裡，來自波多利亚喬爾特基夫地區的波蘭定居者讓該鎮倒塌成為廢墟。德國人意識到了這一點。 1959 年，德國消息來源寫道，下西里西亞已被波蘭人摧毀。亞捷隆大學的社會學家 Zdzisław Mach 解釋說，當波蘭人對他們被迫遷往西方重新定居感到憤慨，他們既要離開他們認為神聖的故鄉土地，更要搬到敵人居住的地區。此外，共產黨當局最初並沒有在收復領土上投資，因為他們和定居者一樣，很長一段時間都不確定這些土地的未來。正如 Mach 所說，波蘭西部的人們多年來一直「生活在他們的行李上」，他們的所有物品都打包好以備返回東方時使用。

## 波蘭文化搖籃

1916年時的波蘭人口分佈

由於波蘭文學和音樂界一些最著名的人物都出生在前東部領土，例如米科瓦伊·芮伊、亞當·密茨凱維奇、尤利烏什·斯沃瓦茨基、卡罗尔·席曼诺夫斯基和切斯瓦夫·米沃什，波蘭文學經典經常以當地為背景或主題。亞當·密茨凱維奇的塔德伍施先生以波蘭語祈禱開始：「立陶宛啊，我的祖國，你身體好……」
在共產主義統治下的波蘭，所有與波兰前东部领土相關的主題，例如波蘭東部數百年的歷史遺產，包括教會建築、鄉間別墅和富麗堂皇的住宅，一直到蘇聯於沃里尼亞與東加利西亞地區的種族屠殺，都出於蘇聯宣傳的原因而被禁止出版，因為那些土地當時已屬於蘇聯。在官方文件中，出生在前东部领土的人會被宣佈為出生在蘇聯，當時很少有以前东部领土為主題的書籍或電影被國家審查員通過。其中一個例外是 Sylwester Chęciński 的極受歡迎的喜劇三部曲（1967 年的 Sami swoi「只有我們」、1974 年的 Nie ma mocnych 「無人能及」和 1977 年的 Kochaj albo rzuć 「愛或離開」）。三部曲講述了兩個爭吵不休的家庭的故事，他們在第二次世界大戰結束後，在波蘭西移後從西烏克蘭搬到了下西里西亞。
共產主義制度崩潰後，波兰前东部领土以歷史論戰的形式作為波蘭文化主題回歸。許多關於東部邊疆的書籍和相冊出版，其中經常包含戰前時代的原始照片。此類出版物的示例包括：
- 《東部邊疆世界》（The World of Kresy）：內有許多相片、明信片及地圖[53]
- 《感傷之旅》（Sentimental Journeys）：安德烈·華依達於波蘭前東部領土的遊歷[54]
- 《東部邊疆百科全書》（The Encyclopedia of Kresy）：內含3,600多篇文章，以及由波蘭科幻小說作家史坦尼斯瓦夫·萊姆撰寫的前言[55]

## 今日故土
苏联解体后，波兰前东部领土现在是乌克兰、白俄罗斯和立陶宛的一部分；他们保留了1945年与波兰的边界线。
波蘭人仍然居住在這些地區：在立陶宛，他們是該國最大的少數民族；在白俄羅斯，他們是該國僅次於俄羅斯人的第二大少數民族（見白俄羅斯的波蘭人）；在烏克蘭，他們的正式人數為144,130人，但一些波蘭組織聲稱烏克蘭的波蘭人人數可能多達200萬，其中大部分已被同化。此外，拉脫維亞還有 50,000 名波蘭人少數民族。在立陶宛和白俄羅斯，波蘭人比烏克蘭多。這是首次波蘭人遣送（1944-1946）以及蘇聯針對波蘭人於沃里尼亞與東加利西亞地區進行種族屠殺的結果。那些在屠殺中倖存下來的波蘭人乞求移民的機會。
儘管波蘭在第二次世界大戰後失去了這些地區，但與當地有聯繫的波蘭人仍然對當地有一定的感情。由於曾居於西烏克蘭的波蘭人大多移居西里西亞，弗羅茨瓦夫市被視為與利沃夫類同的城市，而托倫、格但斯克和奧爾什丁被視為與維爾紐斯類同的城市。